# Supersport-VM 2007
Supersport-VM 2007 kördes över tretton omgångar. Vid den tionde deltävlingen Brands Hatch säkrade Ten Kate Hondas unge turkiske stjärna Kenan Sofuoglu VM-titeln för första gången.

## Delsegrare
| Bana           | Vinnare        | Märke    |
| -------------- | -------------- | -------- |
| Losail         | Kenan Sofuoglu | Honda    |
| Phillip Island | Fabien Foret   | Kawasaki |
| Donington Park | Kenan Sofuoglu | Honda    |
| Valencia       | Kenan Sofuoglu | Honda    |
| Assen          | Kenan Sofuoglu | Honda    |
| Monza          | Kenan Sofuoglu | Honda    |
| Silverstone    | Anthony West   | Yamaha   |
| Misano         | Anthony West   | Yamaha   |
| Brno           | Kenan Sofuoglu | Honda    |
| Brands Hatch   | Brook Parkes   | Yamaha   |
| Lausitzring    | Brook Parkes   | Yamaha   |
| Vallelunga     | Kenan Sofuoglu | Honda    |
| Magny-Cours    | Kenan Sofuoglu | Honda    |

## Slutställning
| Plats | Förare             | Märke    | Poäng |
| ----- | ------------------ | -------- | ----- |
| 1     | Kenan Sofuoglu     | Honda    | 276   |
| 2     | Brook Parkes       | Yamaha   | 133   |
| 3     | Fabien Foret       | Kawasaki | 128   |
| 4     | Katsuaki Fujiwara  | Honda    | 101   |
| 5     | Craig Jones        | Honda    | 94    |
| 6     | Massimo Roccoli    | Yamaha   | 90    |
| 7     | Robbin Harms       | Honda    | 83    |
| 8     | Barry Veneman      | Suzuki   | 70    |
| 9     | Anthony West       | Yamaha   | 66    |
| 10    | Gianluca Vizziello | Yamaha   | 60    |